# Vilket stort mysterium
Vilket stort mysterium är en psalm med text skriven 1987 av Anders Salomonsson efter Francisco Feliciano. Musiken är en folkmelodi från Bicol i Filippinerna.

## Publicerad i
- Psalmer i 90-talet som nummer 829 under rubriken "Nattvard".
- Psalmer och Sånger 1987 som nummer 803 under rubriken "Kyrkan och nådemedlen - Nattvarden".[1]
- Verbums psalmbokstillägg 2003 som nummer 726 under rubriken "Nattvarden".